# Favia lizardensis
Favia lizardensis là một loài san hô trong họ Faviidae. Loài này được Veron & Pichon mô tả khoa học năm 1977.